# George Efstathiou
George Petros Efstathiou (/ɛfˈstæθ.juː/), né le 2 septembre 1955, est un astrophysicien britannique, professeur d'astrophysique à l'université de Cambridge et directeur de l'Institut Kavli de cosmologie à l'université de Cambridge de 2008 à 2013. Auparavant, il a été professeur savilien d'astronomie à l'université d'Oxford.

## Éducation
Efstathiou fait ses études à la Tottenham Grammar School (en), qu'il quitte à 16 ans et à laquelle il retourne en tant que technicien de laboratoire. Il étudie ensuite au Keble College de l'université d'Oxford, puis à l'université de Durham, où il obtient un doctorat en 1979.

## Carrière et recherche
Efstathiou est assistant de recherche au département d'astronomie de l'université de Californie à Berkeley de 1979 à 1980, puis rejoint l'Institut d'astronomie de Cambridge, avec des bourses de recherche au King's College de Cambridge de 1980 à 1988. Il est nommé professeur savilian d'astronomie à l'université d'Oxford en 1988 (un poste occupé conjointement avec une bourse du New College). Il est directeur du département d'astrophysique de 1988 à 1994. Il retourne à Cambridge en 1997 en tant que professeur d'astrophysique et membre du King's College. Efstathiou est directeur de l'Institut d'astronomie de 2004 à 2008. Il devient le premier directeur de l'Institut Kavli de cosmologie en 2008.
Efstathiou apporte un certain nombre de contributions notables à la recherche en cosmologie, dont :
- Avec Marc Davis, Carlos Frenk et Simon White, il est le premier à utiliser des simulations informatiques à N corps[2] de la formation de structures cosmiques.
- Avec John Richard Bond, il effectue les premiers calculs détaillés des anisotropies de fond diffus cosmologique dans des modèles de matière noire froide[3].
- Avec Steve Maddox, Will Sutherland et Jon Loveday, il construit l'APM Galaxy Survey et mesure l'agrégation de galaxies à grande échelle, fournissant les premières preuves du Modèle ΛCDM[4].
- Il est l'un des initiateurs du 2dF Galaxy Redshift Survey et fournit la confirmation de l'énergie noire en utilisant des mesures de structure à grande échelle[5].
- Il est l'un des leaders de l'équipe scientifique du télescope spatial Planck, qui (à partir de 2015) fournit les meilleures mesures du fond diffus cosmologique.

## Récompenses et distinctions
Il reçoit la médaille Maxwell et le prix de l'Institute of Physics en 1990. En 1994, il est nommé membre de la Royal Society et reçoit le prix académique et culturel de la Fondation Bodossaki pour l'astrophysique. Parmi les autres récompenses, citons le prix Robinson de cosmologie (Université de Newcastle, 1997) et le prix Dannie-Heineman d'astrophysique (American Institute of Physics et Union américaine d'astronomie, 2005). Il reçoit le prix Peter-Gruber de cosmologie pour 2011 conjointement avec Marc Davis, Carlos Frenk et Simon White, et la médaille Hughes de la Royal Society en 2015. En 2022, Efstathiou reçoit la médaille d'or de la Royal Astronomical Society, sa plus haute distinction et en 2025 le prix Shaw en astronomie, qu'il partage avec John Richard Bond.